# 读史方舆纪要
《读史方舆纪要》原名《二十一史方舆纪要》，是中国清代人顾祖禹撰于顺治、康熙年间的一本历史地理著作。全书共一百三十卷，历时二十年成书，附《舆地要览》4卷。

## 成书过程
顺治十六年（1659年），顾祖禹开始著述，以二十一史為基本文獻，結合方志，旁及稗官野史，康熙十三年（1674年），投靠耿精忠，卻沒有被接受，只得返回故里繼續著作，康熙年間應徐学之聘，参与《大清一统志》的编修，此期間利用工作之便，遍閱徐家藏书，为《读史方舆纪要》的修撰累積大量的資料。康熙三十一年（1692年）終於完成此書。

## 内容
《读史方舆纪要》前九卷记述历代王朝的盛衰兴亡，内容包括历代州域，中間的一百十四卷，專記明代两京十三布政使司及所属府州县的疆域、沿革等，包括河渠、食货、屯田、马政、盐铁等，并记载其地发生的历史事件。如卷六十六稱四川省：“志称蜀川土沃民殷，货贝充溢，自秦汉以来，迄于南宋，赋税皆为天下最。”還有“川渎异同”六卷，专叙禹贡山川。最後有《分野》一卷。另附《舆图要览》四卷，有两京十三布政使司、九边、黄河、海运、漕运及朝鲜、安南等图，“以显书之脉络”。此書集明代以前历史地理学之大成，对于山川、道里、关津无不注意察看，有浓厚的历史军事地理学特色，“盖将以为民族光复之用”。张之洞认为“此书专为兵事而作，意不在地理考证。”《读史方舆纪要》被譽為“海內奇書”，梅文鼎的《曆算全書》、顧祖禹《讀史方輿紀要》、李清《南北史合抄》，被稱為三大奇書。本書亦有錯誤，例如福建南平市，元代为南剑路，《纪要》误作南建路。有嘉庆十七年（1812）龙氏刻本。日人青山定男编辑《读史方舆纪要索引·支那历代地名要览》一书。